# Narutomaki
Le narutomaki (鳴門巻き) est une décoration culinaire japonaise à base de pâté de poisson, cuit à la vapeur, de couleur blanche présentant une spirale rose orangé à l'intérieur.
Narutomaki est composé des mots « Naruto » (ville du Japon célèbre pour son phénomène du tourbillon de Naruto) et maki (rouleau).

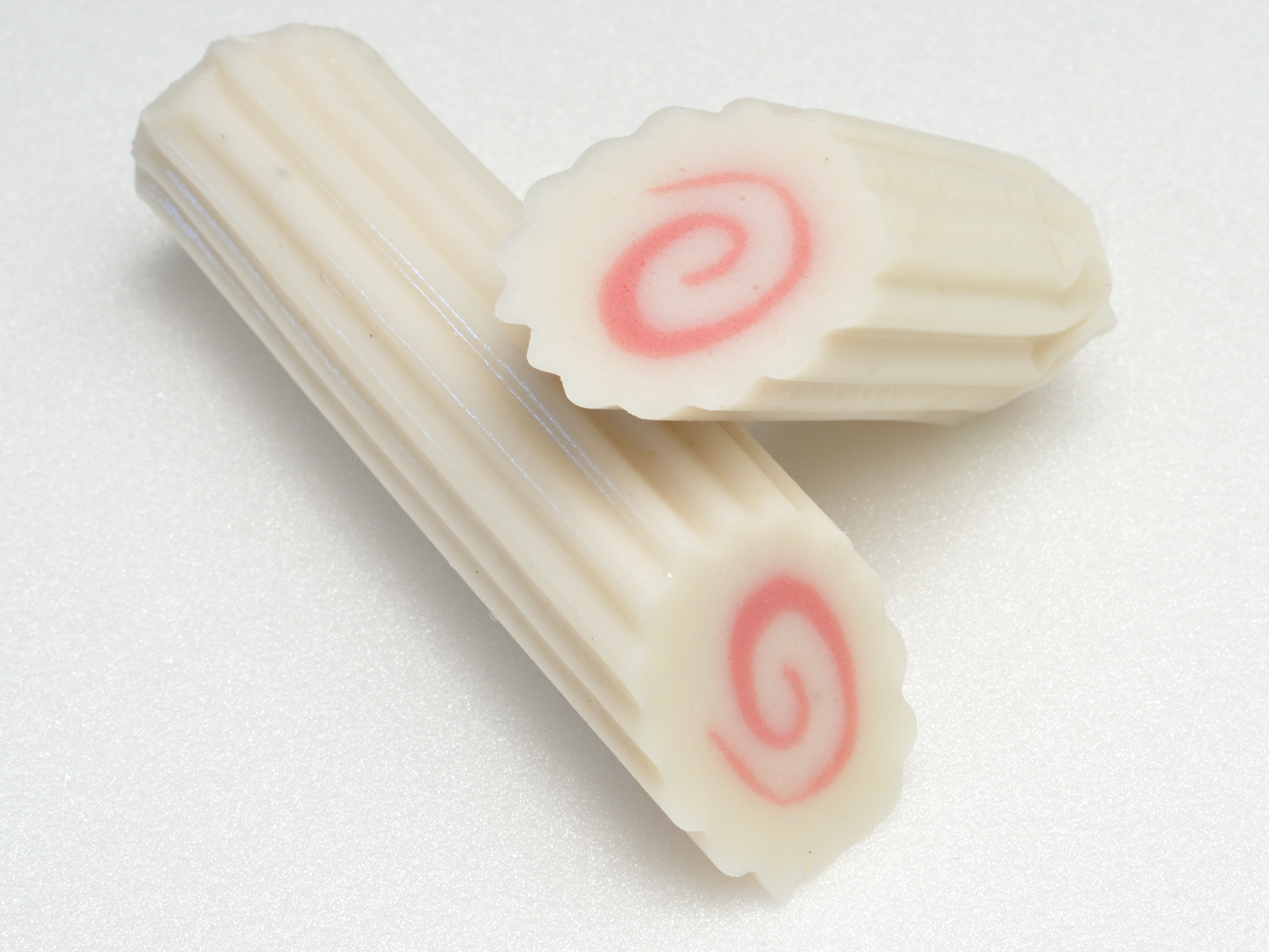
Narutomaki avant le tranchage.

Conditionné sous forme de bâtonnet long avec des bords ondulés, le pâté révèle la spirale lorsqu'il est coupé en tranches.
Il est servi dans du rāmen, sauté avec des légumes, ou en soupe. Il peut être aussi utilisé comme élément de décoration de bentō par exemple.

## Culture
Le narutomaki a inspiré le nom du personnage de manga Naruto Uzumaki.